# Мордухович, Мирон Владимирович
Миро́н Влади́мирович Мордухо́вич (9 июля 1929, Желудок, Польша — 19 августа 2015, Липецк, Россия) — советский и российский архитектор, главный архитектор института «Липецкгражданпроект».

## Биография
Родился в местечке Желудок в Польше (ныне Гродненская область Белоруссии). Окончил Латвийский государственный университет.
Весной 1954 года приезжает в Липецк, который в том же году становится центром созданной Липецкой области. Тогда же начинается его плановая застройка. Осенью 1955 года стал работать в липецком областном отделе по делам архитектуры.
В 1960—1969 годах работает в отделе строительства Липецка. С 1977 года — главный архитектор института «Липецкгражданпроект».
В 1993 году стал одним из инициаторов создания еврейской общины Липецка, в работе которой принимал активное участие.
В 1996 году ему было присвоено звание «Заслуженный строитель России».

## Основные проекты
- Памятник героям Великой Отечественной войны на площади Героев (1965)
- Памятник участникам революции на площади Революции («Мужик с полотенцем»; 1967, ск. Ю. Д. Гришко)
- Парадная лестница от Соборной площади к Петровскому проезду (совместно с А. К. Кузьминой)
- Центральный колхозный рынок на площади Победы (1980-е) и подземный пешеходный переход от него (конец 1990-х годов)